# 马索希
马索希（Masohi）是印度尼西亚马鲁古省的一个城镇，位于斯兰岛南部海岸，是中马鲁古县的县治所在。2010年统计，马索希区（印尼语：Kecamatan Masohi）人口共38,735。城镇使用的机场阿马哈伊机场位于马索希以南的另一个城镇阿马哈伊。
20世纪70年代这里曾是政治犯的拘留地。马努塞拉国家公园在城镇以北。
1999年底2000年初时，这里曾爆发馬魯古教派衝突。2008年马索希发生新的暴力事件，几十间房屋被烧，5人受伤。

## 友好城市
- 印度尼西亞 安汶

## 资料来源
1. ↑  Biro Pusat Statistik, Jakarta, 2011.
2. ↑  .   [2017-04-11]. （原始内容存档于2013-02-09）.
3. ↑  .   [2017-04-11]. （原始内容存档于2020-10-23）.
4. ↑  .   [2017-04-11]. （原始内容存档于2020-03-17）.
5. ↑  http://www.opensubscriber.com/message/zamanku@yahoogroups.com/5029257.html 的存檔，存档日期2012-04-15.